# آنتونیو موراتو
آنتونیو موراتو (پرتغالی: António Morato؛ زادهٔ ۶ نوامبر ۱۹۶۴) بازیکن فوتبال اهل پرتغال بود.
از باشگاه‌هایی که در آن بازی کرده‌است می‌توان به باشگاه فوتبال ژیل ویسنته، باشگاه فوتبال اسپورتینگ، باشگاه فوتبال پورتو، باشگاه ورزشی اشتوریل پرایا، و باشگاه فوتبال بلننسس اشاره کرد.
وی همچنین در تیم ملی فوتبال پرتغال بازی کرده‌است.